# Horst Peschke (Politiker)
Horst Peschke (* 6. Februar 1914 in Dresden; † 4. September 1991 in Berlin) war ein deutscher FDP-Politiker.

## Leben
Peschke studierte von 1932 bis 1937 an der Technischen Hochschule Berlin, Abschluss mit einem Diplom als technischer Physiker. In der Zwischenzeit absolvierte er 1934 und 1935 den Wehrdienst. Ab 1937 war er als Diplom-Ingenieur tätig.
1946 bis 1949 war Peschke Betriebsrats-Vorsitzender bei der C. Lorenz AG, gleichzeitig war er ab 1948 Mitglied des Vorstands der Unabhängigen Gewerkschaftsopposition.

## Politik
Ab 1945 war Peschke Mitglied der LDP, später in der FDP. 1948 wurde er in die Berliner Stadtverordnetenversammlung gewählt, ab 1950 war er Mitglied des Abgeordnetenhauses von Berlin.